# Jon Henricks

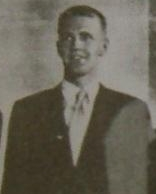
John Genricks jovem

John Malcolm Henricks, conhecido como Jon Henricks (Sydney, 6 de junho de 1935), é um nadador australiano, ganhador de 2 medalhas de ouro nos Jogos Olímpicos de Melbourne 1956.
Foi recordista mundial dos 100 metros livres entre 1956 e 1967.
Entrou no International Swimming Hall of Fame em 1973.